# Colletes rubicola
Colletes rubicola är en biart som beskrevs av Raymond Benoist 1942. Colletes rubicola ingår i släktet sidenbin, och familjen korttungebin. Inga underarter finns listade i Catalogue of Life.